# Scytalopus diamantinensis
Scytalopus diamantinensis là một loài chim trong họ Rhinocryptidae.